# Lista de estados e territórios da Austrália por IDH

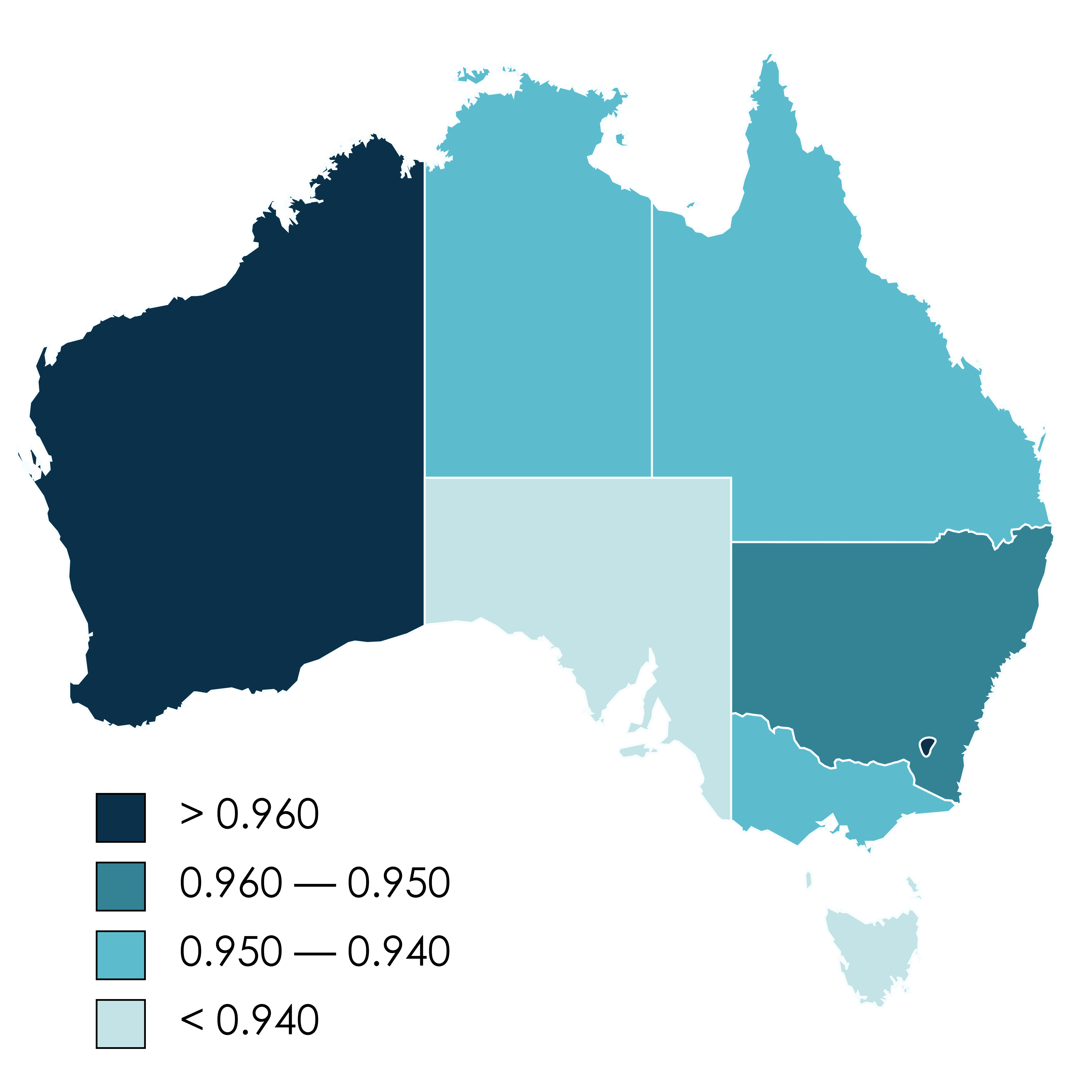
Mapa dos estados da Austrália por IDH em 2021.

Esta é uma lista dos estados da Austrália, por Índice de Desenvolvimento Humano em 2021, que é uma medida comparativa da expectativa de vida, alfabetização, educação, padrão de vida e bem-estar geral dos cidadãos em cada estado. Todas os estados australianos têm um IDH muito alto (superior a 0,800).

## Lista
| Rank                              | Estado                            | IDH (2021)                        | País comparável                   |
| Desenvolvimento Humano Muito Alto | Desenvolvimento Humano Muito Alto | Desenvolvimento Humano Muito Alto | Desenvolvimento Humano Muito Alto |
| --------------------------------- | --------------------------------- | --------------------------------- | --------------------------------- |
| 1                                 | Território da Capital Australiana | 0,982                             | —                                 |
| 2                                 | Austrália Ocidental               | 0,967                             | Suíça                             |
| 3                                 | Nova Gales do Sul                 | 0,952                             | Hong Kong                         |
| –                                 | Austrália (média)                 | 0,952                             | Hong Kong                         |
| 4                                 | Victoria                          | 0,948                             | Dinamarca                         |
| 5                                 | Queensland                        | 0,944                             | Irlanda                           |
| 6                                 | Território do Norte               | 0,940                             | Finlândia                         |
| 7                                 | Austrália Meridional              | 0,939                             | Singapura                         |
| 8                                 | Tasmânia                          | 0,921                             | Estados Unidos                    |